# 劉守緒
劉守緒（？年—？年），字克成，湖廣武昌府兴国州人。明朝政治人物，正德甲戌進士。

## 生平
弘治十四年（1501年）辛酉科湖廣鄉試舉人，正德九年（1514年）甲戌科進士。任江西奉新县知县，宸濠之乱从王守仁征剿叛军，夜袭破敌，收复南昌，升主事。嘉靖初以功升俸二级，歷升雲南大理知府，嘉靖八年曾因擅发民匠采石被逮问。歷升至太僕寺卿。